# Nociglia
Nociglia község (comune) Olaszország Puglia régiójában, Lecce megyében.

## Fekvése
A Salentói-félsziget déli részén fekszik, Otrantótól délnyugatra.

## Története
A települést valószínűleg az i.e. 3 században a rómaiak elől ide menekülő messzápok alapították. Első említése egy Via Traianát ábrázoló térképen történt Nucillium néven. A normannok érkezésével Dél-Olaszországba a 11. században a Castrói Grófság része lett. 1806-ban vált önállóvá, amikor a Nápolyi Királyságban felszámolták a feudalizmust.

## Népessége
A népesség számának alakulása:

## Főbb látnivalói
- San Nicola-templom (19. század)
- Madonna dell’Idria-templom (20. század)
- Palazzo Baronale (17. század)